# Qiryat Malakhi
Qiryat Malakhi (em hebraico:  קִרְיַת מַלְאָכִי) é uma cidade israelita do distrito Sul, com 19.600 habitantes. Encontra-se a 17 quilómetros de Ascalão. Traduzindo, literalmente, o seu nome significa Cidade dos Anjos.

## Geminações
Qiryat Malakhi possui a seguinte cidade-gémea:
- Piatra Neamţ, Roménia[1]